# My Little Pony: Rainbow Roadtrip
My Little Pony: Rainbow Roadtrip es un especial de televisión de una hora de 2019 basado en la serie de televisión animada My Little Pony: La magia de la amistad. A diferencia de Friendship Is Magic, no fue producido por DHX Studios Vancouver, sino por Boulder Media Limited en Irlanda, el cual presentó el mismo estilo artístico rediseñado que se usó en la película de 2017.
El especial se emitió en Discovery Family el 29 de junio de 2019.

## Trama
Rainbow Dash recibe una invitación para ser la invitada de honor en el Rainbow Festival en el pueblo de Hope Hollow. Ella y sus amigos parten en globo, pero chocan con una valla publicitaria de arcoíris en el borde de Hope Hollow. La valla publicitaria y el globo están dañados, pero las ponis están ilesas. Petunia Petals los aloja en el hotel que dirige.
A la mañana siguiente, las seis amigas encuentran el pueblo y los residentes totalmente apagados y descoloridos. El alcalde, Sunny Skies, los lleva a recorrer la ciudad. Los eventos del Festival son escasos o inexistentes, y el alcalde revela que todo ha sido su culpa. El abuelo de Sunny había organizado el Festival y construyó un generador de arcoíris para llenar el cielo de color. Cuando Sunny se convirtió en alcalde, el generador no funcionó y drenó todo el color de la ciudad. Las Mane Six acceden a ayudarlo.
Los Hoofington son panaderos cuyos productos sufren porque sin color, no pueden distinguir la fruta madura de la inmadura. La vecina Moody Root es una productora, y una vez que Fluttershy y Pinkie Pie las alientan a comenzar a hablar, Moody accede a darles a los Hoofington parte de su cosecha a cambio de algunos pasteles. Applejack trabaja con la llave dinamométrica poni reparadora para arreglar la valla publicitaria. Rainbow Dash asesora a los jóvenes locales Barley y Pickle Barrel en acrobacias aéreas, y Rarity colabora con el diseñador de moda Kerfuffle en los diseños para el Festival. Mientras las Mane Six alientan a los ponis, pequeñas manchas de color comienzan a manifestarse por la ciudad.
Twilight investiga cómo devolver el color a la ciudad. Torque repara el generador, pero aún no logra revertir la pérdida de color. Twilight se da cuenta de que el generador no tuvo la culpa; el desvanecimiento del espíritu esperanzador del pueblo había causado que los colores comenzaran a desaparecer incluso antes de que el generador se averiara. Al trabajar para revivir el Festival, ella y sus amigos han estado trayendo de vuelta esa esperanza perdida.
El Festival comienza de nuevo, con los pasteles de Hoofington, los accesorios de Kerfuffle y Rainbow Dash liderando a Barley y Pickle en un espectáculo aéreo. Frente a una multitud que vitoreaba, Petunia acepta la propuesta de matrimonio de Sunny. El espíritu comunitario y el color regresan a Hope Hollow, y Twilight y sus amigas regresan a Ponyville con la gratitud del pueblo.

## Reparto de voz
- Tara Strong como Twilight Sparkle
  - Rebecca Shoichet como Twilight Sparkle (voz cantante)
- Ashleigh Ball como Rainbow Dash y Applejack
- Andrea Libman como Pinkie Pie y Fluttershy
  - Shannon Chan-Kent como Pinkie Pie (voz cantante)
- Tabitha St. Germain como Rarity
  - Kazumi Evans como Rarity (voz cantante)
- Cathy Weseluck como Spike
- Ian Hanlin como el alcalde Sunny Skies
- Kelly Metzger como Petunia Petals
- Rhona Rhees como Torque Wrench
- Terry Klassen como Moody Root
- Racquel Belmonte como Kerfuffle
- Michael Daingerfield como el Sr. Hoofington
- Veena Sood como la Sra. Hoofington
- Sabrina Pitre como Barril de cebada
- David A. Kaye como Barril de pepinillos

## Mercancía
En la Feria del Juguete de 2019 en Nueva York se anunció un paquete de colección de juguetes, titulado "Rainbow Tail Surprise". Este paquete estuvo disponible en el tercer trimestre de 2019.
Se lanzaron varios libros basados en el especial. En el Reino Unido, My Little Pony Annual 2020 se lanzará el 8 de agosto y My Little Pony: Essential Handbook: A Magical Guide for Everypony el 5 de septiembre.

## Lanzamiento
Rainbow Roadtrip tuvo una emisión privada en el cine Odeon Cinema el 23 de mayo de 2019 y se estrenó el 29 de junio de 2019 en Discovery Family. También se anunció un lanzamiento en Netflix, pero nunca ocurrió.